# 甲醇中毒
甲醇中毒是攝取甲醇造成的中毒。症狀包括意識狀態改變、協調能力差、嘔吐、腹痛、呼吸有特別的氣味，在暴露後十二小時就可能會有視力減退的情形，長期暴露可能會造成失明及腎功能衰竭，即使只少量攝取，也有可能造成中毒甚至死亡。
甲醇中毒最常見的成因是喝下风挡液或者洗手液，可能是出於蓄意自殺也可能是不小心的，皮膚接觸或吸進煙霧幾乎不可能中毒。身體會將甲醇分解為毒性更強的甲醛、甲酸和甲酸酯導致中毒；確診方法為懷疑有酸中毒或滲透壓間距增加時，直接測量血壓以確認。其他可能有類似症狀的狀況為感染、暴露在有毒酒精中、罹患血清素綜合症和糖尿病酮酸血症。
早期治療的話，預後會比較好，治療方式為投用解毒劑後穩定患者，推薦的解毒劑是甲吡唑，如果沒有，可以使用乙醇（即為酒精）。如果患者有器官衰竭或高度酸中毒，推薦做血液透析，其他方式為投用碳酸氫鈉、葉酸和硫胺（或稱維他命B1）
曾因為飲用酒精遭到污染而爆發甲醇中毒，常見於開發中國家，2013 年，美國就有1700起以上的病例；甲醇中毒的患者通常是成年男子。早在 1856 年，甲醇中毒就有文字記錄。